# Melanohalea
Melanohalea O. Blanco, A. Crespo, Divakar, Essl., D. Hawksw. & Lumbsch (przylepniczka) – rodzaj grzybów z rodziny tarczownicowatych (Parmeliaceae). Ze względu na współżycie z glonami zaliczany jest do porostów.

## Systematyka i nazewnictwo
Pozycja w klasyfikacji według Index Fungorum: Parmeliaceae, Lecanorales, Lecanoromycetidae, Lecanoromycetes, Pezizomycotina, Ascomycota, Fungi.
Jest to niedawno utworzony nowy rodzaj. Zaliczane do niego gatunki wcześniej należały głównie do rodzaju Melanelia  i miały polską nazwę przylepka. Nowa nazwa polska na podstawie listy grzybów chronionych w Polsce.

## Gatunki
- Melanohalea elegantula (Zahlbr.) O. Blanco, A. Crespo, Divakar, Essl., D. Hawksw. & Lumbsch 2004 – przylepniczka wytworna, przylepka wytworna
- Melanohalea exasperata (De Not.) O. Blanco, A. Crespo, Divakar, Essl., D. Hawksw. & Lumbsch 2004 – przylepniczka szorstka, przylepka szorstka
- Melanohalea exasperatula (Nyl.) O. Blanco, A. Crespo, Divakar, Essl., D. Hawksw. & Lumbsch 2004 – przylepniczka łuseczkowata, przylepka łuseczkowata, tarczownica łuseczkowata
- Melanohalea gomukhensis (Divakar, Upreti & Elix) O. Blanco, A. Crespo, Divakar, Essl., D. Hawksw. & Lumbsch 2004
- Melanohalea halei (Ahti) O. Blanco, A. Crespo, Divakar, Essl., D. Hawksw. & Lumbsch 2004
- Melanohalea inactiva (P.M. Jørg.) O. Blanco, A. Crespo, Divakar, Essl., D. Hawksw. & Lumbsch 2004
- Melanohalea infumata (Nyl.) O. Blanco, A. Crespo, Divakar, Essl., D. Hawksw. & Lumbsch 2004
- Melanohalea laciniatula (Flagey ex H. Olivier) O. Blanco, A. Crespo, Divakar, Essl., D. Hawksw. & Lumbsch 2004 – przylepniczka listeczkowata, przylepka listeczkowata
- Melanohalea lobulata F.G. Meng & H.Y. Wang 2009[4]
- Melanohalea mexicana Essl. & R.E. Pérez 2010[4]
- Melanohalea multispora (A. Schneid.) O. Blanco, A. Crespo, Divakar, Essl., D. Hawksw. & Lumbsch 2004
- Melanohalea nilgirica Divakar & Upreti 2005
- Melanohalea olivacea (L.) O. Blanco, A. Crespo, Divakar, Essl., D. Hawksw. & Lumbsch 2004 – przylepniczka oliwkowa, przylepka oliwkowa
- Melanohalea olivaceoides (Krog) O. Blanco, A. Crespo, Divakar, Essl., D. Hawksw. & Lumbsch 2004
- Melanohalea poeltii (Essl.) O. Blanco, A. Crespo, Divakar, Essl., D. Hawksw. & Lumbsch 2004
- Melanohalea septentrionalis (Lynge) O. Blanco, A. Crespo, Divakar, Essl., D. Hawksw. & Lumbsch 2004
- Melanohalea subelegantula (Essl.) O. Blanco, A. Crespo, Divakar, Essl., D. Hawksw. & Lumbsch 2004
- Melanohalea subexasperata F.G. Meng & H.Y. Wang 2010[4]
- Melanohalea subolivacea (Nyl. ex Hasse) O. Blanco, A. Crespo, Divakar, Essl., D. Hawksw. & Lumbsch 2004
- Melanohalea subverruculifera (J.C. Wei & Y.M. Jiang) O. Blanco, A. Crespo, Divakar, Essl., D. Hawksw. & Lumbsch 2004
- Melanohalea trabeculata (Ahti) O. Blanco, A. Crespo, Divakar, Essl., D. Hawksw. & Lumbsch 2004
- Melanohalea ushuaiensis (Zahlbr.) O. Blanco, A. Crespo, Divakar, Essl., D. Hawksw. & Lumbsch 2004
- Melanohalea zopheroa (Essl.) O. Blanco, A. Crespo, Divakar, Essl., D. Hawksw. & Lumbsch 2004

Nazwy naukowe na podstawie Index Fungorum.